# Barnard (krater na Marsu)
Barnard je udarni krater na Marsu. Imenovan je 1973. godine u čast američkom astronomu Edwardu Emersonu Barnardu.
Nalazi se na 62° jug i 298° zapad. Promjera je 128 km.

## Galerija
- Neobični reljefni oblici unutar prstena Barnardova krateera. Snimka: HiRISE

## Vanjske poveznice
- http://www.msss.com/mars_images/moc/nov_00_craters/M18-00904_00905.jpg